# Линденберг, Владимир
Владимир Линденберг (нем. Wladimir Lindenberg, 16 мая 1902, Москва — 18 марта 1997, Берлин) — немецкий психиатр и писатель, происходивший из русского рода Челищевых.

## Биография
Отец — Александр Сергеевич Челищев, праправнук сенатора Н. А. Челищева, математик и композитор, участник кружка «Аргонавтов», хорошо знакомый с Андреем Белым. Мать — Ядвига Студеницкая — происходила из польского шляхетского рода. Отчим — немецкий промышленник Карл Линденберг.
В 1918 году эмигрировал в Германию вместе с отчимом, фамилию которого принял. В 1921—1927 изучал медицину в Боннском университете, работал над исследованием повреждений головного мозга, был невропатологом. В 1936 арестован гестапо, в 1937—1941 заключённый концлагеря. В 1947—1959 главный врач больницы Paul Gerhardt Diakonie. С 1947 года занимался также литературной деятельностью. Его книги опубликованы общим тиражом свыше 500000 экземпляров.

## Творчество
Линденберг — писатель, черпающий из источников, которые он часто цитирует, из духовного наследия религий всего мира. В каждое из своих произведений, автобиографических и посвящённых вопросам нравственности, он включает упоминание о своём русском происхождении, приводит примеры того, какую роль играли Челищевы в истории России, и наглядно убеждает в силе русской православной веры.

## Сочинения
- Tragik und Triumph grosser Ärzte, Ulm, 1948
- Die Unvollendeten, Hamburg, 1948, переиздание под назв. Frühvollendete, München, 1966
- Die Menschheit betet, München, 1956
- Training der positiven Lebenskräfte, Büdingen-Geltenbach, 1957
- Mysterium der Begegnung, München, 1959
- Yoga mit den Augen eines Arztes, Berlin, 1960
- Marionetten in Gottes Hand, München, 1961
- Schicksalsgefährte sein…, München, 1964
- Gottes Boten unter uns, München, 1967
- Bobik begegnet der Welt, München, 1969
- Jenseits der Fünfzig, München, 1971
- Über die Schwelle, München, 1972
- Wolodja, München, 1973
- Geheimnisvolle Kräfte um uns, München, 1974
- Tag um Tag ist guter Tag, München, 1976
- Riten und Stufen der Einweihung, Freiburg, 1978
- Mit Freude leben, München, 1979
- Der unversiegbare Strom, München, 1983
- Lob der Gelassenheit, Freiburg, 1984
- Три дома, München, 1985
- Die Heilige Ikone, Stuttgart, 1987
- Das Leben betrachten, Stuttgart, 1994
- Линденберг В. Таинство встречи. — Крипто-логос, 2000. — С. 240. — ISBN 5-900229-19-X.